# Johan Elias Strömborg
Johan Elias Strömborg, född 11 oktober 1833 i Petäjävesi, död 28 december 1900 i Borgå, var en finländsk skolman och skriftställare. Han var bror till Gustaf Julius Strömborg, svärfar till Anders Allardt, morfar till Karin Allardt Ekelund och farmors far till Erik Allardt.
Strömborgs föräldrar var kaplan Carl Gustaf Strömborg och Juliana Gustafva Schogster. Han gifte sig med Selma Julia Elisabeth Duncker. Strömborg blev student vid Kejserliga Alexanders Universitetet i Finland i Helsingfors 1852, kandidat i de fysisk-matematiska vetenskaperna 1857 och filosofie magister samma år. Han blev lektor i naturvetenskaperna vid gymnasiet i Borgå 1857 (vars rektor han var 1862–72) och vid lyceet där 1872 (vars prorektor han var sedan 1875 och rektor 1886–96) samt fick 1896 avsked med professors titel. Därjämte var han föreståndare för en privat flickskola i Borgå 1878–98 och inspektör för folkskolorna 1871–93. Han var även ordförande i Borgå stadsfullmäktige 1883–90 och grundade den svenskspråkiga folkhögskolan i Borgå 1889.
Strömborg stod som kollega och daglig umgängesvän Johan Ludvig Runeberg nära under den senare delen av dennes liv och började efter Runebergs död samla biografiska upplysningar, vilka han publicerade i Biografiska anteckningar öfver Johan Ludvig Runeberg (del I, 1880, II, 1881, III, 1889, IV, 1896–1901; det sista häftet, som behandlar Runebergs liv 1854–59, utgavs efter Strömborgs död av hans dotter Ida Strömborg). Han sammanställde där noggrant alla de upplysningar om Runebergs liv och verksamhet, som han funnit. Hans arbete översattes även till finska av K.R. Weijola.
Strömborg skapade också ett rikhaltigt Runebergsmuseum i Runebergs hem i Borgå. Han valdes 1898 till hedersledamot av Svenska litteratursällskapet i Finland och tilldelades Längmanska priset 1899.

## Verk
- Theser för lektorstjenst i naturvetenskaperne (1857)[1]
- Biografiska anteckningar om Johan Ludvig Runeberg: 1. Runebergs barna- och skolår (1880)
- Biografiska anteckningar om Johan Ludvig Runeberg: 2. Runebergs studenttid och första magisterår (1881)
- Runebergs hem i Borgå: Vägledning för besökande derstädes (1883)
- Biografiska anteckningar om Johan Ludvig Runeberg: 3. Runebergs vistelse vid universitetet i Helsingfors (1889–1890)
- Gymnasistmötet i Borgå den 15 och 16 juni 1892 (1893)
- Biografiska anteckningar om Johan Ludvig Runeberg: 4: 1–3. Runebergs lif och verksamhet i Borgå (1896–1901)
- Biografiska anteckningar om Johan Ludvig Runeberg. Supplementband 1860–1877. Med ledning av J.E. Strömborgs efterlämnade dagboksanteckningar utarbetade av Karin Allardt. (1927)